# INS Vikramaditya (R33)
INS Vikramaditya (en sánscrito: विक्रमादित्य, Vikramāditya) es un portaviones de origen soviético, modernizado en Rusia y botado nuevamente para la Armada India desde 2013. Destacado en la base naval de Karwar, cuenta con una tripulación de 1600 marineros y 145 oficiales.
El portaviones pertenece a los buques militares de la URSS de clase Kiev o tipo 1143, que sería sucedido por la clase Almirante Kuznetsov. Durante los años 1978 y 1982, el buque fue construido en la ciudad de Mykolaiv en el mar Negro, en la RSS de Ucrania. En 1987 comenzó su servicio en la Armada Soviética con el nombre de Baku. Con el surgimiento de Rusia, se renombró como Admiral Gorshkov y continuó en servicio hasta el año 1996.
La India adquirió la nave 2004 bajo el acuerdo de someter el buque a una reforma importante, completando las pruebas durante 2013. El 16 de noviembre se comisionó en una ceremonia en la ciudad de Severodvinsk en Rusia. El 14 de junio de 2014, el primer ministro de la India, presentó en público el INS Vikramaditya.

## Origen soviético

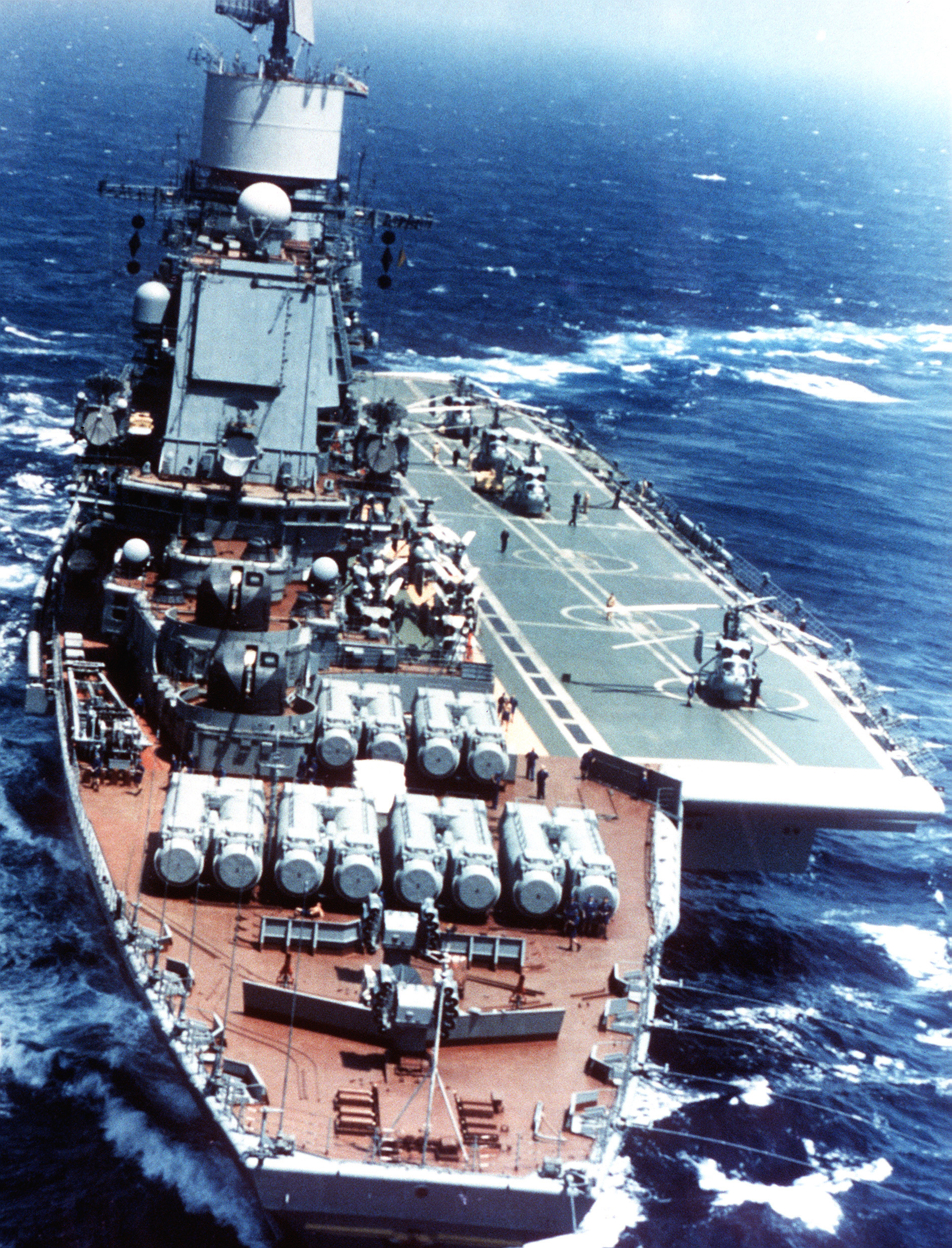
El portaaviones soviético Baku en una foto de 1988.

El navío Baku entró en servicio en 1987 en la Armada Soviética y fue retirado del servicio activo en 1996, ya renombrado como Admirante Gorshkov, ya que implicaba un alto coste de mantenimiento y no entraba dentro de los planes de la nueva Armada Rusa. La clase Kiev operaba principalmente como portahelicópteros. Se construyeron cuatro barcos de esta clase: el Kiev operado desde 1972 hasta 1993, el Minsk, operado desde 1975 hasta 1993, el Novorossiysk, operado desde 1978 hasta 1993 y el Admirante Gorshkov.
El número de portaaviones que la Unión Soviética consideraba necesario incorporar a su ejército, formaba parte de la estrategia adoptada durante la Guerra Fría. Los buques clase Kiev formaban parte de la defensa de los submarinos y cruceros nucleares. La armada prefería basarse en cruceros y submarinos lanzamisiles sobre todo, a diferencia con los  Estados Unidos que desde la Segunda Guerra Mundial siempre dispuso de una importante flota de portaviones como parte de su estrategia militar.

## Compra del futuro Vikramaditya

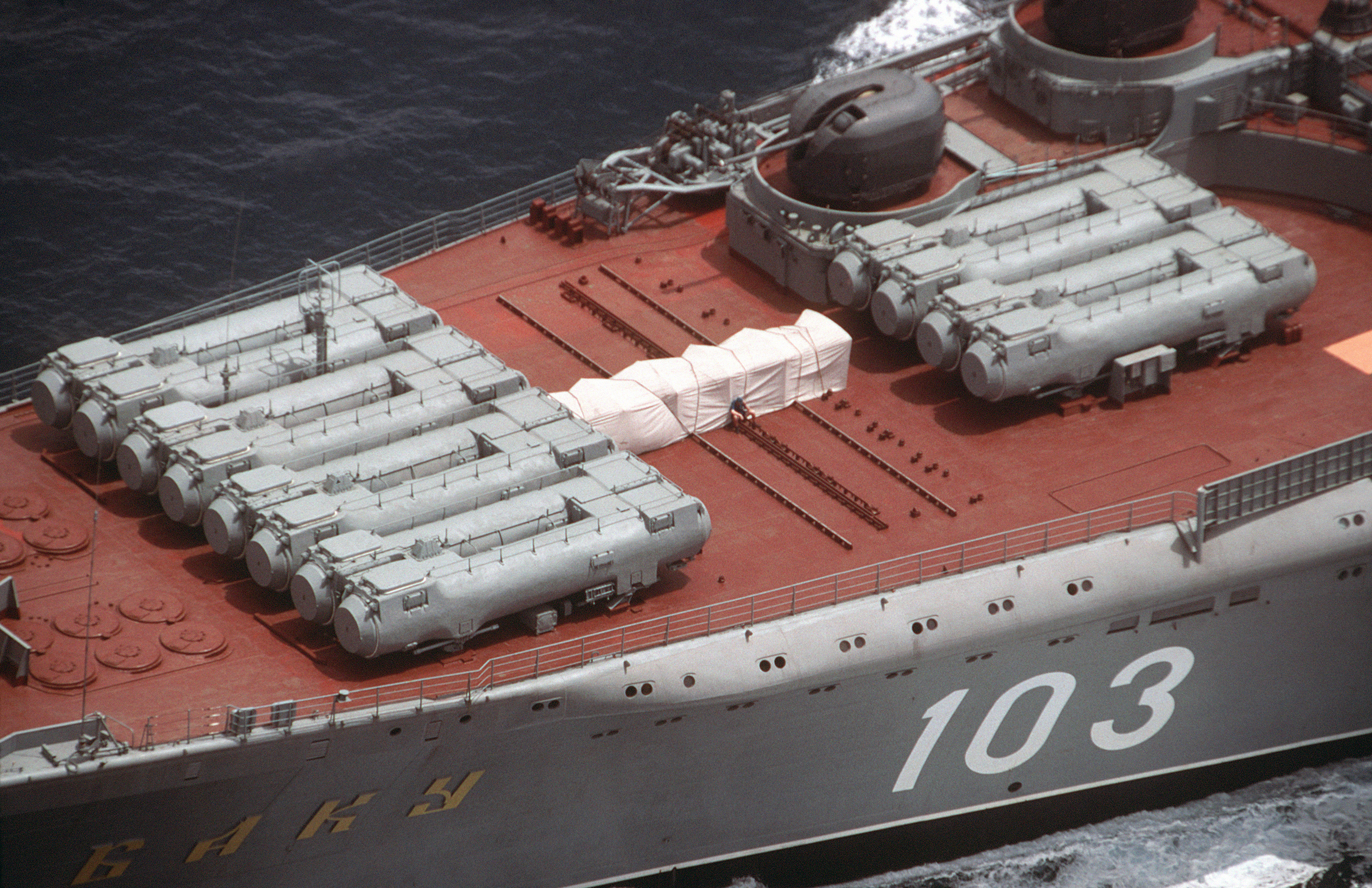
Los planes de modernización en Rusia para la Armada India incluyeron la retirada de los lanzamisiles P-500 Bazalt y los cuatro Antey Kinzhal para construir la nueva proa con un rampa de despegue de 14,3º.

Cuando el gobierno indio empezó a interesarse por el portaaviones, el gobierno ruso le ofreció la entrega del buque a costa financiar 800 millones de dólares por la modernización y reforma del buque en Rusia, así como un aporte de 1000 millones adicionales por aeronaves y sistemas de armamento para completar el buque.
La Armada India, valoró equipar el portaaviones con E-2C Hawkeye, aunque finalmente descartó esta posibilidad. Posteriormente Northrop Grumman ofreció el E-2D Hawkeye a la Armada India. El acuerdo, incluía la adquisición de 12 Mikoyan MiG-29K monoplaza (producto 9.41) y 4 MiG-29KUB biplazas (con opción a 14 más) por 1000 millones de dólares, 6 helicópteros Kamov Ka-31 para tareas de búsqueda y guerra antisubmarina, además de nuevos tubos lanzatorpedos, sistemas de misiles, y artillería. Las instalaciones y los procedimientos para entrenamiento de los pilotos y personal técnico, la entrega de simuladores, recambios, y mantenimiento del buque por parte en instalaciones de la Armada India, también se incluyeron en el contrato.
Los planes de modernización, implicaron la retirada de todos los tubos lanzamisiles situados en la proa para poder dotarlo de una configuración STOBAR.
La fecha de entrega prevista del INS Vikramaditya era agosto de 2008, lo que hubiera permitido al portaaviones entrar en servicio antes de la retirada del único portaaviones que la India mantiene en servicio, el INS Viraat. La baja del INS Viraat fue pospuesta hasta  el 2010 o 2012. Los retrasos, también se vieron afectados por un incremento de los costes de 1.200 millones de dólares, más del doble que del coste original. La noticia de posibles atrasos alertó al gobierno indio ya que pretendía retirar en los próximos años su único portaviones que consideraba fundamental en su estrategia militar. El gobierno indio también sufrió atrasos con su programa de construcción local del primer portaviones de diseño propio que contaba con disponer en el 2012.
En julio de 2008 se notificó que el gobierno ruso, aumentó el precio total a 3400 millones de dólares, por sobrecostes inesperados por la mala conservación del buque. Hasta noviembre de 2008, la India había pagado 400 millones de dólares.
En diciembre de 2008, fuentes gubernamentales de la India indicaron que el Cabinet Committee on Security  o CCS (el responsable de la administración del Ejército Indio), finalmente había decidido adquirir el Admiral Gorshkov como la mejor opción disponible. El Interventor y el auditor general de la India (CAG) criticaron la adquisición del futuro Vikramaditya, ya que se trataba de un buque construido hacía varias décadas, con una posible vida útil limitada, y que podría costar un 60% más caro que adquirir uno nuevo, además de los riesgos de demora o atraso en su entrega.
Aunque el Almirante Jefe de la Armada India, Sureesh Mehta, defendió el precio pagado por el buque de guerra al decir: No puedo comentar sobre el CAG. Pero ustedes, son analistas de defensa, ¿Pueden ustedes conseguirme un portaaviones por menos de 2000 millones de dólares? Si pueden, voy a firmar el cheque ahora mismo. De esta declaración del jefe de personal naval, puede deducirse que el precio final, podría exceder de los 2000 millones de dólares.
Cuando se le preguntó por qué el CAG, encontraba que la Armada no había realizado el análisis de riesgo antes de adquirir el buque, respondió: "puedo asegurarles que eso no es así de ningún modo. Es incuestionable que estábamos viendo el buque desde finales de la década de 1990.
Finalmente, se firmó un nuevo acuerdo el 12 de marzo de 2010 para la adquisición del buque y 30 aeronaves MiG-29K, en el que se fijó en 2.340 millones de dólares el precio del buque reformado y en 1500 millones de dólares el de los 30 aviones caza Mig-29K.

## Nuevo diseño

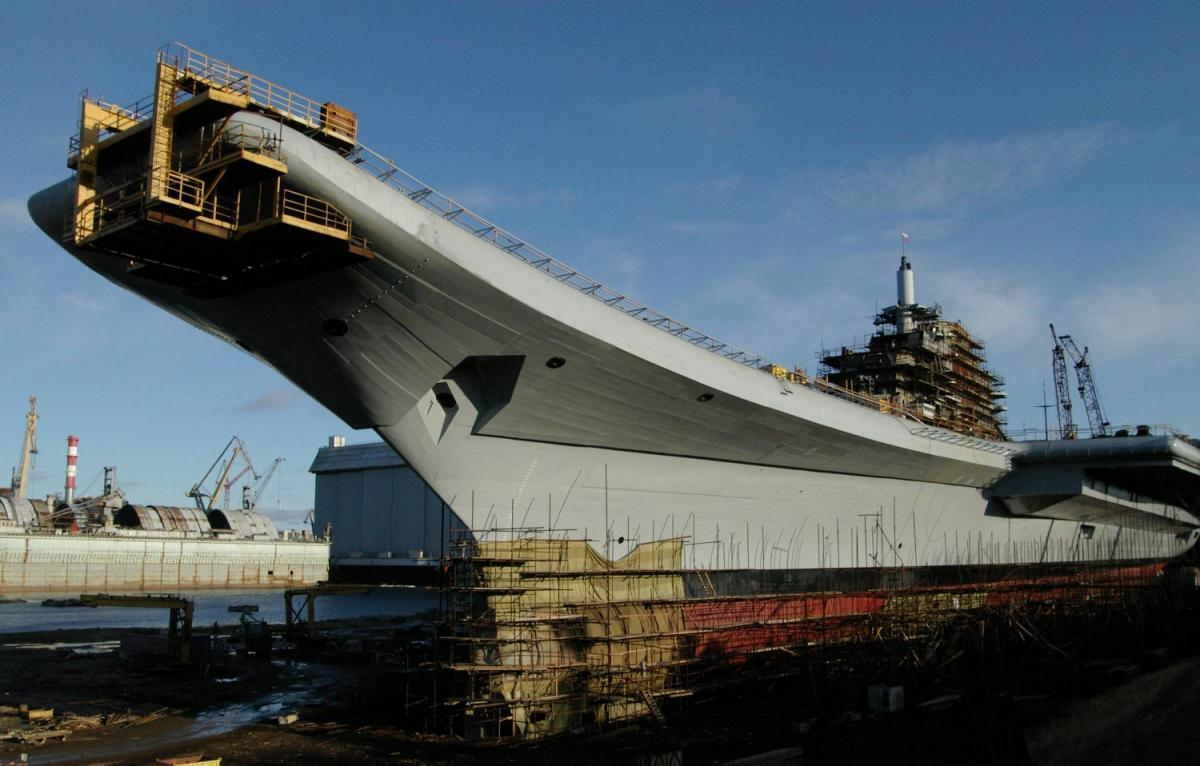
La nueva rampa de despegue ("sky-jump") del Vikramaditya, durante los trabajos de rediseño en los astilleros rusos en 2013.

El buque se diseña para configuración STOBAR con un ski-jump de 14,3 grados en la proa, y tres guardabrisas a popa, en la cubierta en ángulo. Ésta configuración, le permitirá operar aeronaves de ala fija MiG-29K y Sea Harrier. La carrera máxima para el Mig-29K en el Vikramaditya se diseña para estar entre 160 y180 metros. 
Una ventaja añadida a la plataforma del Admiral Gorshkov es que su superestructura, tiene el potencial de acomodar nuevos sistemas de radar más potentes, junto con extensas instalaciones de mando y control, para organizar una campaña aérea. También se ha previsto una potente combinación de defensa aérea SAM/CIWS. Parecía altamente improbable, que se pudieran realizar en forma simultánea, aterrizajes y despegues desde el Vikramaditya a pesar de poseer una cubierta angulada y ski-jump en la proa.
El casco diseñado se basa en el origen soviético de 1982, pero se ha visto agrandado su desplazamiento a plena carga. Los planes de conversión del portaaviones, han hecho que todo el armamento, incluidos los lanzamisiles de crucero P-500 Bazalt y los cuatro lanzamisiles superficie-aire Antey Kinzhal con los que contaba el buque a proa, sean retirados para dar cabida a la nueva proa. También se añaden dos guardabrisas, lo que le permite que los aviones, puedan aumentar su capacidad de carga de combate en despegues cortos con Ski-jump. La posibilidad de lanzar únicamente un avión a la vez, podría ser un inconveniente. Bajo los planes de modernización, el elevador de 20 toneladas situado junto a la superestructura de la isla, permanecerá en la misma posición y con la misma capacidad, pero el elevador de popa, verá su capacidad aumentada hasta las 30 t. También se añadieron tres conjuntos de cables de frenado en la cubierta, como sistema de retención físico en la toma de aviones en cubierta. La ayuda a la navegación y apontaje, han sido modificadas para operaciones con aeronaves de ala fija incluyendo el sistema de aterrizaje óptico LAK.

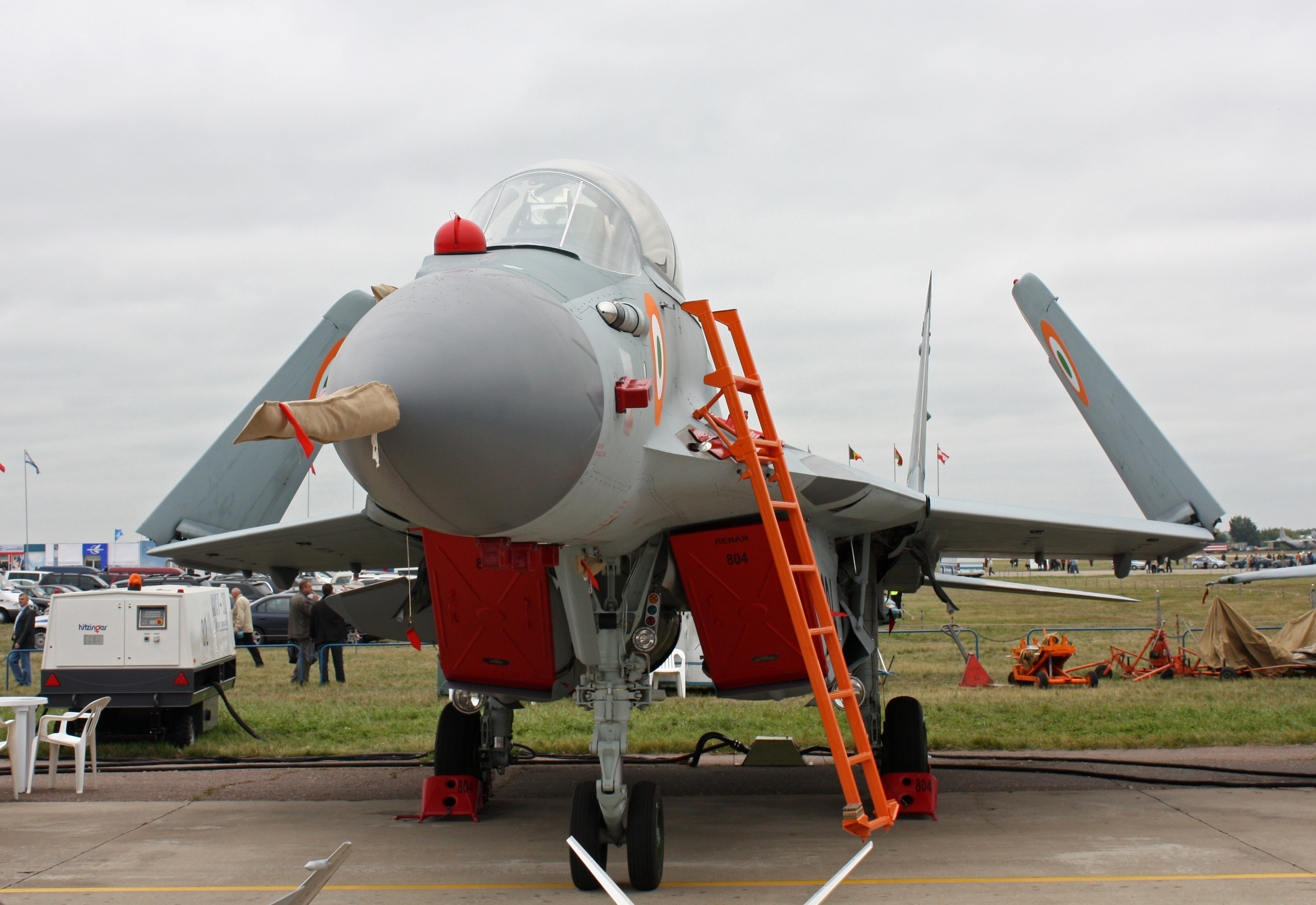
MiG-29K de la Armada India en el MAKS Airshow.

Las ocho calderas de combustión con fueloil, se han sustituido por otras con combustión de gasóleo, además de una nueva planta para tratar aguas residuales. También se han añadido seis nuevos generadores eléctricos de gasóleo italianos Wärtsilä de 1,5 MW, sistema de comunicaciones Global Marine, radar de navegación Sperry Bridgemaster, nuevo sistema Mk-XI de telefonía y datos e IFF. Se han añadido también una nueva planta de producción de agua potable e instalaciones de aire acondicionado. Se ha añadido además, una nueva galería para oficiales femeninos que permite que formen parte de su tripulación.
Aunque oficialmente se espera que su vida útil será de 20 años, algunos expertos, sugieren que será como mínimo de 30 años, desde el momento en que sea asignado a operaciones de entrenamiento de nuevos pilotos en portaaviones en la marina india. Al finalizar su modernización, el 70% del buque, se preveía de nueva fabricación, y el resto, restaurado.

## Estatus

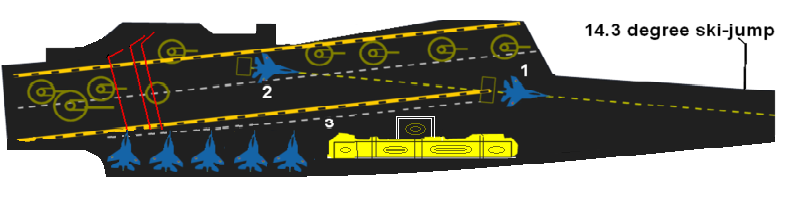
El INS Vikramaditya lanza 2 aviones seguidos

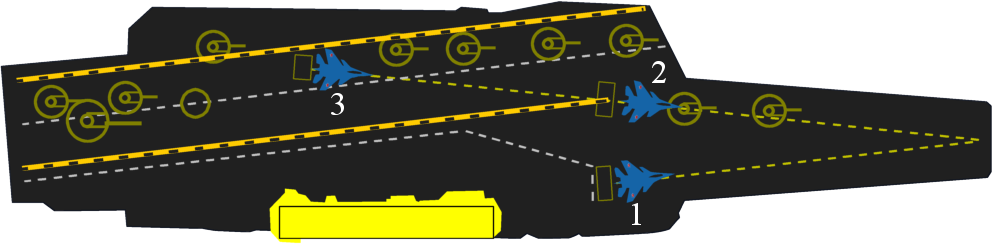
Almirante Kuznetsov lanza 3 aviones seguidos

Todos los trabajos de modernización se completaron en Severodvinsk, aunque acumularon un retraso de varios años, y se esperaba terminar en 2012. Se llevaron a cabo discusiones entre expertos técnicos y financieros de ambos gobiernos sobre como acortar los trabajos. Los 16 cazas Mig-29K se planearon entregar en la primavera de 2009.  Posteriormente, se afirmó que Rusia debía finalizar las tareas en 2010 para comenzar 18 meses de pruebas en el mar y ser asignado a la Armada India en 2012.
Los trabajos en el casco, finalizaron en 2008 y el Vikramaditya fue botado el 4 de diciembre de 2008. El 2 de julio de 2009, el presidente ruso Dmitri Medvédev dijo que el portaaviones, sería completado tan pronto fuera posible, para poder ser entregado a India en 2012. El 7 de diciembre de 2009, fuentes rusas, indicaron que los términos finales del acuerdo, no incluían fecha de entrega. El 8 de diciembre de 2009, se divulgó un nuevo estancamiento sobre el precio de la reforma. Mientras que el acuerdo inicial fijaba 2200 millones de dólares, el gobierno ruso pedía 2900 más, casi el triple de lo acordado en 2004, pero el gobierno indio pretendía rebajarlo a 2100 millones. Finalmente, el precio se fijó en 2340 millones en marzo de 2010.
El 1 de junio de 2010, Times of India publicó las declaraciones de un oficial naval de India que dijo: “Se ha producido un substancial progreso desde el último examen en septiembre de 2009. En torno al 99% de los trabajos estructurales y el 50% de los de cableado, se han completado en el portaaviones. Además, todos los grandes equipos, como generadores diésel, motores, y similares están instalados.” Posteriormente, añadió, “Con India revisando a principios de este año, el coste de la reforma en 2.330 millones de dólares por el Gorshkov, después de tres años de amarga discusión, ya que el anterior acuerdo de enero de 2004 era por solo 974 millones por él, Rusia ha designado un comité de alto nivel para supervisar los trabajos en el portaaviones.”
Las pruebas en puerto del Vikramaditya, comenzaron el 1 de marzo de 2011. Estas pruebas, se centraron en su maquinaria, y sistemas de radio-electrónicos fabricados en India. Con las pruebas de navegación que se iniciaron a comienzos de 2011, la entrega final a India se fijó a mediados de 2012. El personal de la Armada de India comenzó a entrenarse en el INS Vikramaditya en abril de 2011.
El 19 de abril de 2012, se anunció que todos los sistemas internos del buque estaban en funcionamiento, y que el buque, era completamente autónomo. La medición del campo magnético del buque y de su centro de gravedad, se realizó antes de iniciar sus pruebas de mar. El 17 de septiembre de 2012, se detectaron fallos en el funcionamiento durante sus pruebas de mar. De acuerdo al informe oficial, siete de las ocho calderas del buque, estaban fuera de servicio, por lo que la entrega del buque a la Armada India, volvió a aplazarse hasta octubre de 2013.
En noviembre de 2013, el portaviones Vikramaditya se entregó oficialmente a la Armada India en el astillero ruso Sevmash, donde se había sometido a modernización. En diciembre zarpó rumbo a la India y en enero de 2014 llegó a las costas del estado de Karnataka. En diciembre de 2015 el buque tuvo su primer mantenimiento general por los astilleros de Cochin (Couchin Shipyards, CSL). En 2017 se sometió a pruebas para instalar el sistema defensivo indio-israelí Barak 8.